# Colomera
Colomera – gmina w Hiszpanii, w prowincji Grenada, w Andaluzji, o powierzchni 111,98 km². W 2011 roku gmina liczyła 1468 mieszkańców.
Gospodarka gminy jest zasadniczo rolnicza, w której konieczne jest podkreślenie uprawy gaju oliwnego, który wytwarza około 5 milionów litrów ropy.